# Russikon

Russikon, historisches Luftbild von 1920, aufgenommen aus 200 Metern Höhe von Walter Mittelholzer

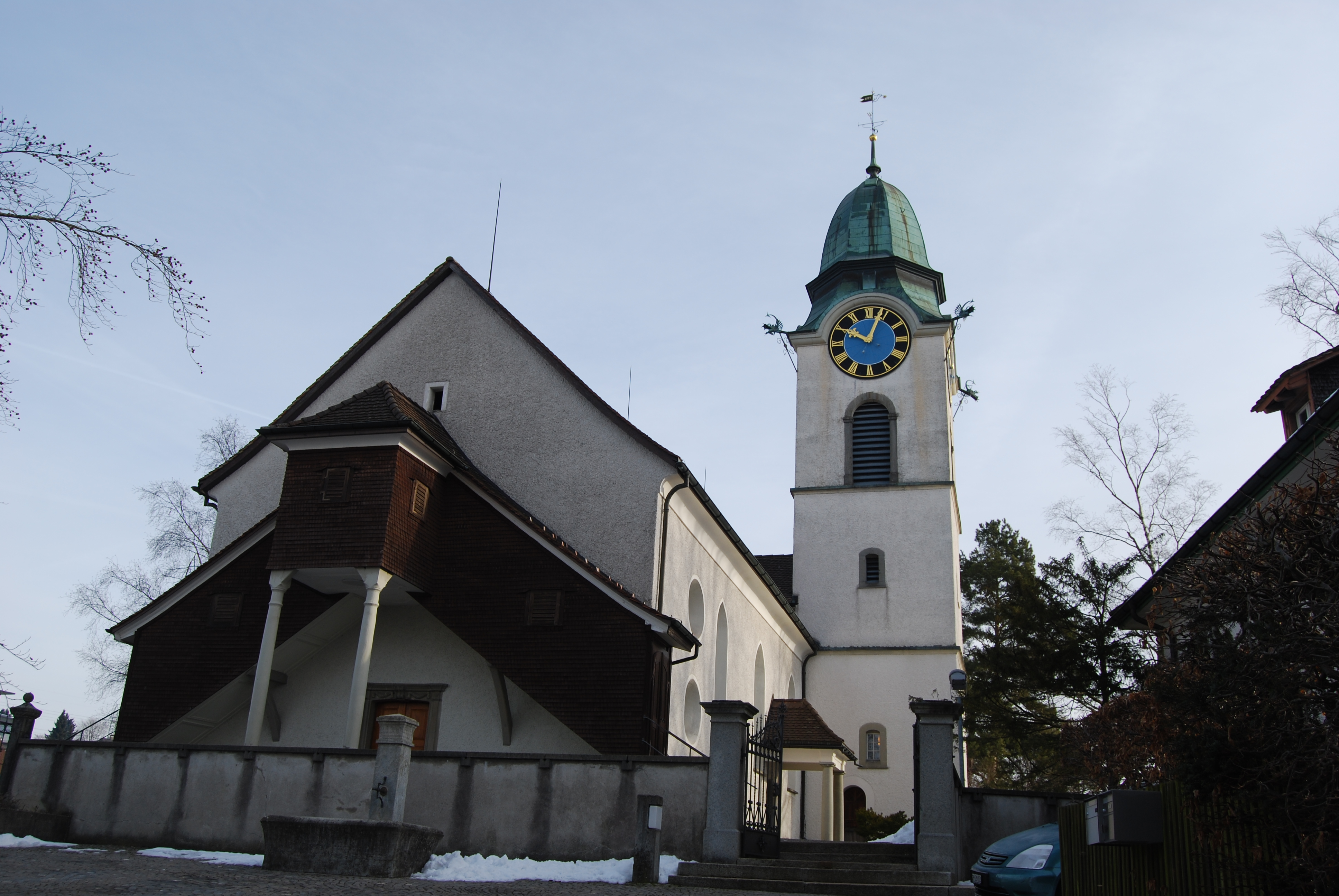
Kirche von Russikon

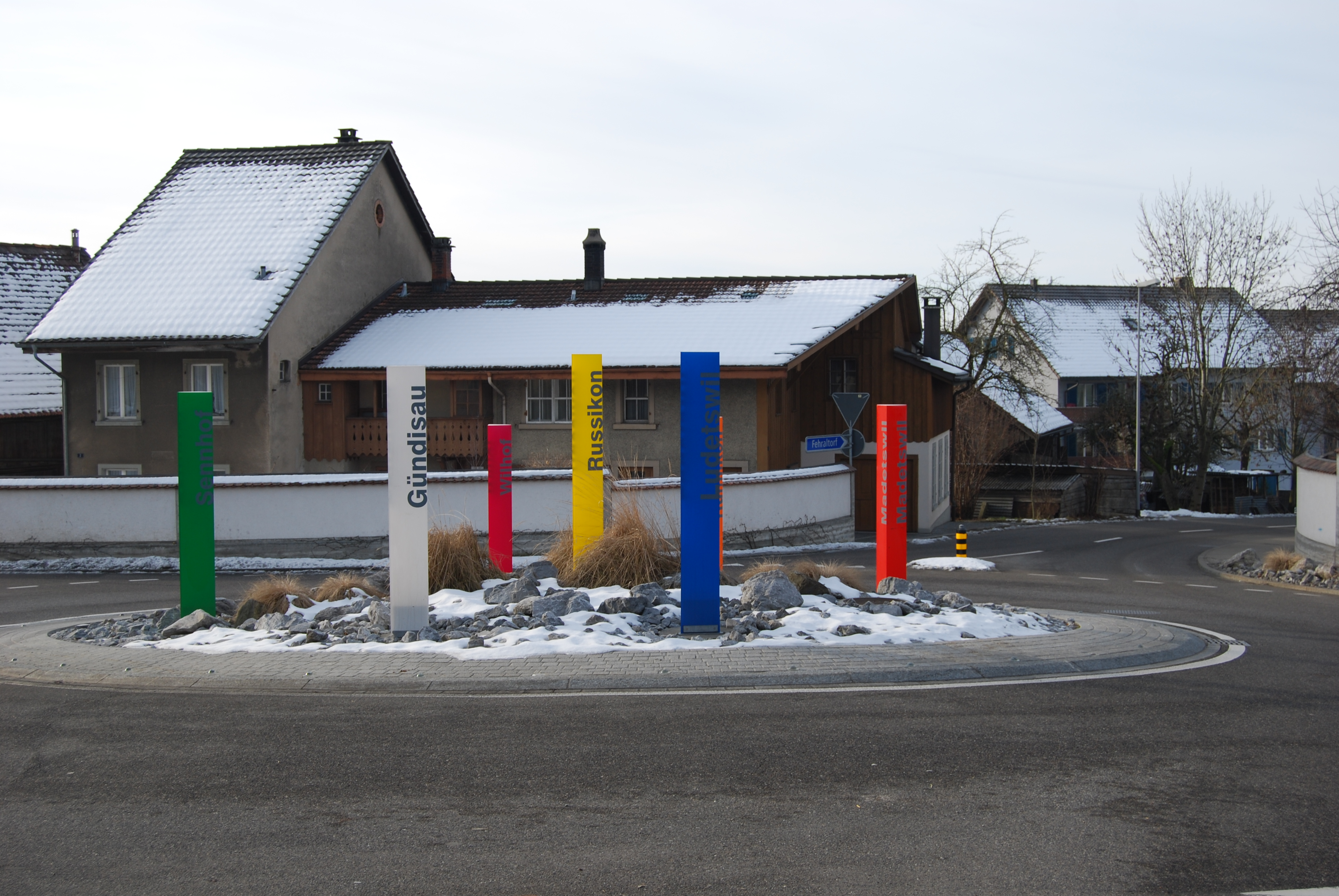
Kreisel im Unterdorf

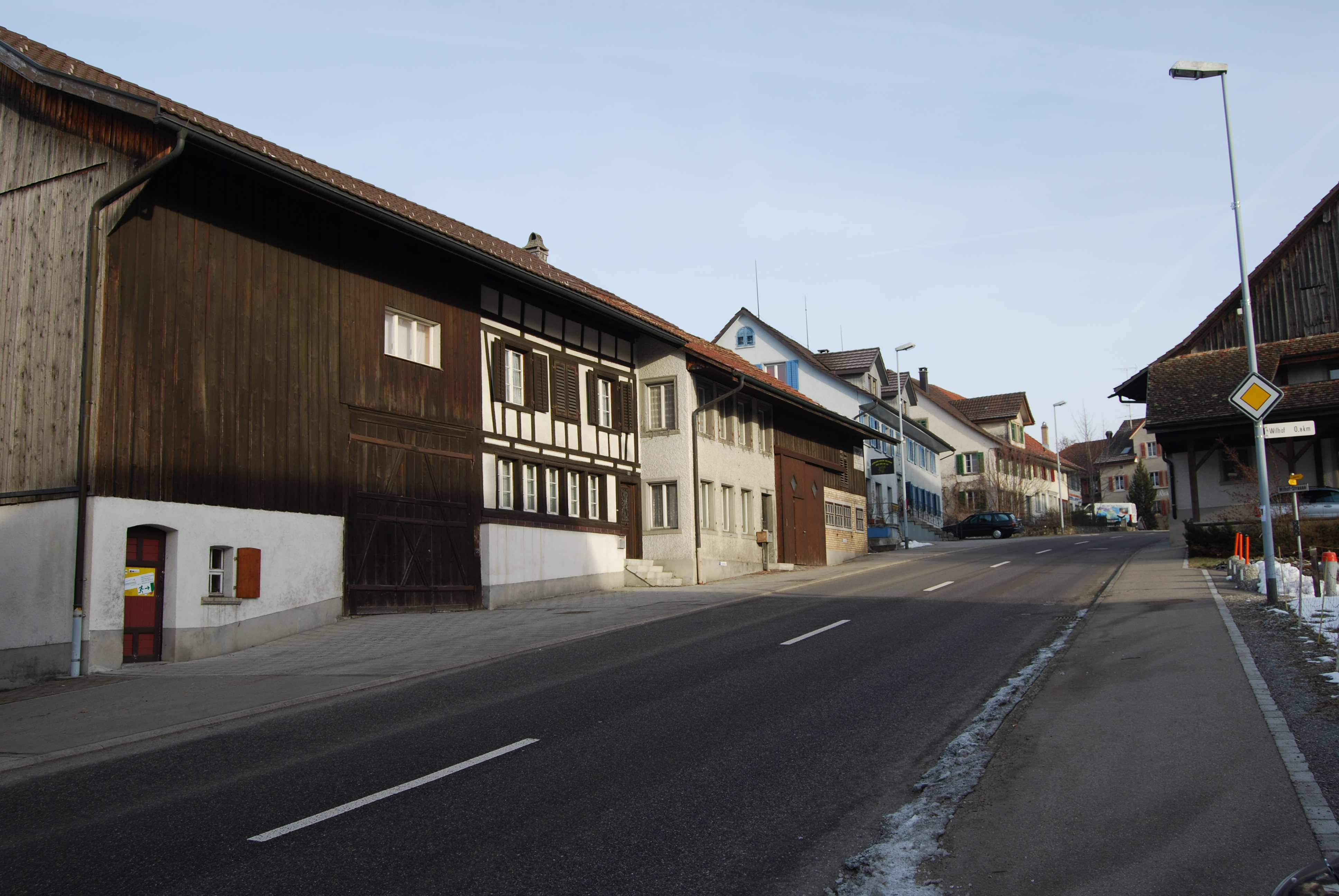
Hauptstrasse von Russikon

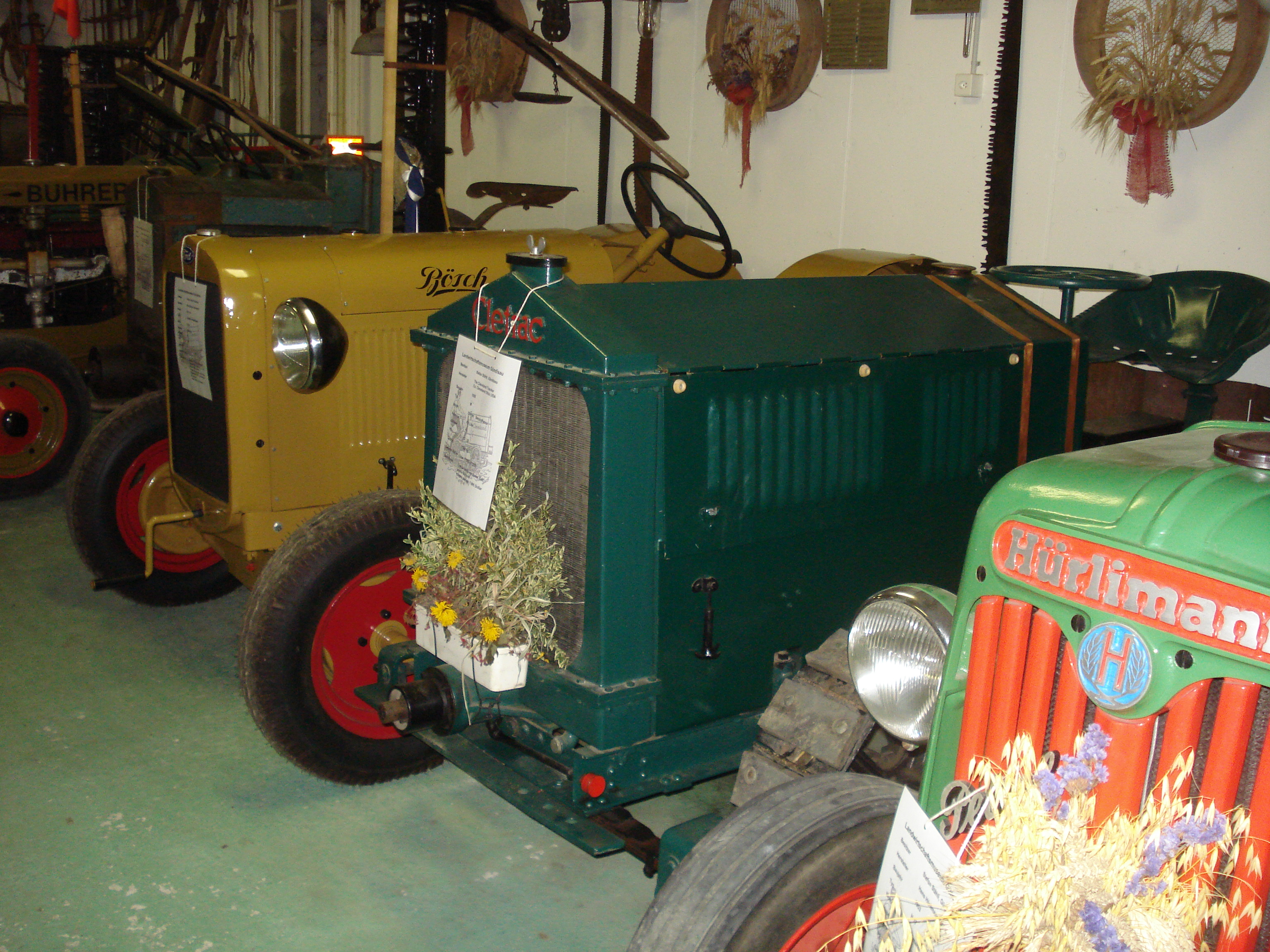
Das Museum Stefan Stähli befindet sich an der Dorfstrasse 3 in Gündisau. Die Sammlung umfasst Traktoren und Handgeräte.

Russikon ist eine politische Gemeinde im Bezirk Pfäffikon des Kantons Zürich in der Schweiz. Zu Russikon gehören auch die Ortschaften Rumlikon und Madetswil sowie die Weiler Sennhof, Wilhof, Gündisau, Ludetswil. Der Mundartname für Russikon ist Rusike, für Madetswil Madetschwiil.

## Wappen
Blasonierung:
In Gold ein steigender, widersehender schwarzer, rotbewehrter Löwe

### Dorfwappen

Gündisau
Ludetswil
Madetswil
Rumlikon

## Geographie
Die Gemeinde Russikon liegt zwischen dem Kempttal und dem Tösstal an der Verbindungsstrasse Fehraltorf–Turbenthal in der hügeligen Landschaft des Zürcher Oberlands. Mit seiner Lage auf der Allmenkette des Tössberglands liegt es auch auf der Höhenstrassen-Längsachse Wald–Bäretswil–Hittnau–Russikon–Weisslingen–Kyburg ZH.
Die Gemeindefläche dient zu 49,4 % der Landwirtschaft, 35,9 % sind bewaldet, 9,8 % sind Siedlungs- und 3,5 % Verkehrsfläche, 0,1 % sind Gewässer und 1,3 % unproduktive Fläche (Stand 2018).
- Fläche 1'427 ha, davon 512 ha Wald (Stand 2018)
- Höchster Punkt: Tämbrig/Hochwacht, 820 m ü. M.
- Tiefster Punkt: Tobelbach, 545 m ü. M. an der Grenze zum Bezirk Winterthur

Russikon weist mit Ausnahme hoher Nagelfluhfelsen (Gubel) alle landschaftlichen Merkmale des Tössberglandes auf: bewaldete Bergrücken, gerodete Hänge und sanfte Tälchen, Moore, Weiher, tief eingeschnittene Tobel. Besiedelung mit verschiedenen Weilern als Tal-, Hang- und Terrassensiedlungen rund um den Hauptort und Einzelhöfen im Streusiedlungsgebiet dazwischen.
Das Gemeindegebiet entwässert sich auf beide Seiten der Allmenkette: mit Furtbach und Mülibach-Tobelbach nach Nordosten in die Töss, mit Rohrbach-Staldenweiher-Wildbach gegen Südwesten in die Kempt, die ihrerseits vor der Winterthurer Stadtgrenze auch in die Töss mündet. Das Abwasser wird im Zweckverband mit der Gemeinde Fehraltorf in der ARA Fehraltorf-Russikon vor der Einleitung in die Kempt gereinigt.

## Geschichte
Auf dem Plateau des Furtbüels haben 1991 archäologische Sondierungen eine bronzezeitliche Wallanlage nachgewiesen mit einer grossen Menge von Keramikscherben, Knochenresten und Schlacke, datiert auf ca. 1300 v. Chr. Auch der Fund einer Bronzenadel unterstützt die Datierung einer so frühen Besiedlung Russikons.

## Bevölkerung
| Jahr | Einwohner |
| ---- | --------- |
| 1634 | 512       |
| 1710 | 981       |
| 1850 | 1876      |
| 1900 | 1272      |
| 2000 | 3886      |
| 2005 | 3862      |
| 2010 | 4096      |
| 2015 | 4282      |
| 2020 | 4409      |
| 2022 | 4511      |

## Wirtschaft
- Anzahl Beschäftigte (Stand 2021): 1'243 Personen
- Anzahl Landwirtschaftsbetriebe (Stand 2021): 28
- Arbeitslose (Stand 2021): 31

## Verkehr

### Öffentlicher Verkehr
Die Gemeinde Russikon wird von mehreren Postautolinien bedient:
825 Pfäffikon ZH – Russikon, Dorf – Madetswil – Ehrikon – Wildberg – Turbenthal
826 Pfäffikon ZH – Russikon, Gemeindehaus – Rumlikon – Theilingen
831 Pfäffikon ZH – Russikon, Gemeindehaus – Rumlikon – Fehraltorf
832 Fehraltorf – Russikon, Gemeindehaus – Rumlikon – Theilingen – Weisslingen – Kollbrunn
Ab den Bahnhöfen Pfäffikon ZH und Fehraltorf besteht Anschluss an folgende S-Bahn-Linien:
S 3 (Bülach –) Hardbrücke – Zürich HB – Stadelhofen – Effretikon – Wetzikon 
S 19 (Koblenz – Baden –) Dietikon – Zürich HB – Wallisellen – Effretikon (– Pfäffikon ZH) 
Ab den Bahnhöfen Turbenthal und Kollbrunn an folgende S-Bahn-Linien:
S 11 Aarau – Lenzburg – Dietikon – Zürich HB – Stettbach – Winterthur – Seuzach/Sennhof-Kyburg (– Wila) 
S 26 Winterthur – Bauma – Rüti ZH 

### Individualverkehr
Durch Russikon führt die Hauptstrasse 354 Hegnau ZH–Tägerschen TG, die den Ort mit Fehraltorf im westlichen Kempttal und im Osten mit dem Tösstal in Turbenthal verbindet. In dieser Richtung bestehen auch Verbindungen über Schalchen nach Wila und Saland. Als Dorf auf der Allmenkette liegt Russikon auch an deren Längsachse, an der Höhenstrasse Kyburg–Bäretswil–Bachtel.

## Politik
Gemeindepräsident war von 2006 bis 2014 der parteilose Eugen Wolf und von 2014 bis 2022 Hans Aeschlimann (SVP). Seit 2022 ist Philip Hirsiger (parteilos) als Gemeindepräsident gewählt. Vizepräsidentin ist Barbara Schmid (SVP).
Bei den Nationalratswahlen 2023 betrugen die Wähleranteile in Russikon: SVP 42,85 % (+2,59), FDP 13,91 % (−1,30), glp 9,73 % (−4,04), SP 9,70 % (+1,43), Mitte 8,05 % (+2,80), Grüne 5,45 % (−3,17), EVP 3,95 % (−0,21), EDU 2,19 (−0,49).

## Museum
Im Weiler Gündisau steht ein landwirtschaftliches Museum mit einer Sammlung von Traktoren der Jahrgänge 1922 bis 1961. Sie wurde vom Eigentümer Stefan Stähli aufgebaut und während 20 Jahren stets erweitert. Primär handelt es sich um Schweizer Fabrikate wie  Hürlimann,  Bührer, Vevey, Meili, aber auch weniger bekannte Exponate der Marken Grunder und Bösch. Als Exoten gelten die zwei amerikanischen Cletrac-Exponate, einer davon mit Raupenantrieb. Alle ausgestellten Traktoren sind fahrtüchtig. Die Sammlung enthält auch Motorsägen aller Epochen, Einachser-Mäher und viele Handgeräte.
Ein öffentlich zugängliches Ortsarchiv oder Ortsmuseum gibt es in Russikon nicht.

## Sehenswürdigkeiten

### Gubel und Giessen
Mülibach-Giessen im Steinland Schalchen, Fallhöhe 10 m, Koord. 703605/252170
Tobelbach-Giessen
- Oberer, 9 m, Koord. 703099/253121
- Unterer, 4,5 m, Koord.703065/252170[13]

Schürhof-Giessen Madetswil, 4 m, Koord. 701780/252470

## Persönlichkeiten
- Johann Jakob Wolfensberger (1797–1850), Maler
- Lukas Rüegg (* 1996), Radrennfahrer